# Rhaphuma limaticollis
Rhaphuma limaticollis är en skalbaggsart som beskrevs av J. Linsley Gressitt 1939. Rhaphuma limaticollis ingår i släktet Rhaphuma och familjen långhorningar. Inga underarter finns listade i Catalogue of Life.